# 乳糜
乳糜（にゅうび、英: chyle）とは脂肪あるいは遊離脂肪酸が乳化しリンパに混ざった乳白色の体液である。乳糜は、脂肪を多く含む食事が小腸で消化される際に形成されるもので、乳糜管と呼ばれるリンパ管に取り込まれる。静脈は浸透圧が高くアミノ酸や糖のような小さい分子のみが吸収され血液に取り込まれるのに対し、乳糜管の浸透圧は比較的低いため大きな脂肪酸分子を取り込むことができる。

## 疾患
乳糜瘻とはリンパ管から乳糜が漏れることで、漏れた乳糜は通常胸腔、腹腔にたまり、乳糜胸や乳び性腹水を起こすことがある。
乳糜瘻の治療は胸管結紮による。胸管はきわめてもろく直接の修復は現実的でない。
またオクトレオチド（octreotide、ソマトスタチンの合成類似体）を皮下投与する方法もある。これは乳糜を完全に分解することにより手術を避けられる可能性がある。